# Senopterina ochripennis
Senopterina ochripennis är en tvåvingeart som beskrevs av Günther Enderlein 1924. Senopterina ochripennis ingår i släktet Senopterina och familjen bredmunsflugor.
Artens utbredningsområde är Peru. Inga underarter finns listade i Catalogue of Life.